# Леме (исторический район Рио-де-Жанейро)
Леме (порт. Leme) — один из районов Рио-де-Жанейро, расположен в Южной зоне города. Леме граничит с районами Копакабана, Урка и Ботафого. Название Леме происходит от соседнего скального образования, напоминающего руль корабля.
В 1950—1960-е годы в районе был построен комплекс высотных зданий в качестве отеля сети «Le Méridien». «Le Méridien» закрылся в 2007 году и был продан в 2009 году сети Windsor Hotels за сумму в около 170 миллионов бразильских реалов. После реставрации он был заново открыт в январе 2011 года как «Windsor Atlantica Hotel».
Ежегодно в предновогодний день 31 декабря в районе Леме начинается процессия в честь Йемайи. Знаменитое празднование Нового года в Копакабане охватывает также и весь район Леме.